# Schiffstreibstoff
Als Schiffstreibstoff (auch Schiffskraftstoff, englisch Marine Fuel) werden jene Kraftstoffe bezeichnet, die zum Antrieb von Seeschiffen über weite Distanzen geeignet sind. Im Jahr 2018 wurden 66 Prozent der Schiffe weltweit mit Schweröl betrieben, auf Marinedieselöl entfielen 30 Prozent. Kombiniert betrug der Anteil an erdöl-basierten Treibstoffen also 96 Prozent. Es folgten Flüssigerdgas mit 3 Prozent und Methanol mit 0,5 Prozent. Historisch betrachtet wurde über 99 % des Energiebedarfs der internationalen Schifffahrt durch Erdölprodukte gedeckt.
Während Regulierung in den 2010er Jahren vor allem auf die Reduktion des Schwefelgehalts von Schweröl abzielte, verlagerte sich der Fokus in den 2020er Jahren auf die Verwendung alternativer Treibstoffe zur Dekarbonisierung der Schifffahrt. Neben Flüssigerdgas und Methanol werden auch Ammoniak und Wasserstoff perspektivisch als Alternativen zu Schweröl gehandelt.

## Erdöl-basierte Treibstoffe
Auf Seeschiffen wird für den Betrieb des Hauptmotors zumeist minderwertiges Schweröl (englisch Heavy Fuel Oil, HFO) als Kraftstoff genutzt, das bei der Erdölraffinierung als Rückstandsöl (englisch Residual Fuel) anfällt. Um verschiedene Spezifikationen und Qualitätsstufen zu erreichen, werden diese Rückstandsöle mit Destillaten wie Dieselöl gemischt. Solche Mischungen werden Intermediate Fuel Oil (IFO) genannt und hinsichtlich ihrer Viskosität eingeteilt. Gängige Sorten sind IFO 180 und IFO 380 mit Viskositäten von 180 mm²/s beziehungsweise 380 mm²/s. Bei einer Temperatur von 15 °C hat IFO eine bitumenähnliche Konsistenz. Um es pumpen zu können, sind im Bunker Heizschlangen eingelassen, die das IFO auf eine Temperatur von 50 bis 60 °C erhitzen. Aufgrund dessen muss Treibstoff laut SOLAS einen Flammpunkt (englisch Flashpoint) von mindestens 60 °C haben. Diese Anforderung wurde durch den IGF-Code (International Code of Safety for Ships using Gases or other Low-flashpoint Fuels) ergänzt, um den Einsatz von Treibstoffen mit niedrigeren Flammpunkten zu regulieren.
Die Internationale Seeschifffahrts-Organisation (IMO), eine Sonderorganisation der Vereinten Nationen, senkte die zulässige Obergrenze für den Schwefelgehalt von Schiffskraftstoffen zum Januar 2012 weltweit von 4,5 auf 3,5 % und zum Januar 2020 in einem zweiten Schritt auf 0,5 %. Zur Abgrenzung von HFO und IFO etablierte sich die Bezeichnung VLSFO (englisch Very Low Sulphur Fuel Oil) für Kraftstoff mit einem Schwefelgehalt von 0,5 %. Kraftstoffe mit höherem Schwefelgehalt dürfen nur noch in Verbindung mit einem Abgasreinigungssystemen an Bord eingesetzt werden.
In der Nord- und Ostsee sowie weiteren außereuropäischen Umweltzonen liegt der Schwefelgrenzwert seit Januar 2015 bei 0,1 %, nachdem er bereits im Jahr 2010 von ursprünglich 1,5 auf 1,0 % abgesenkt worden war. Hier kommt bei kleineren Seeschiffen das qualitativ höherwertige und daher sehr viel weniger luftverschmutzende, aber teurere Marinedieselöl (MDO) zum Einsatz. Schwefelreduzierter Binnendiesel ist dem Pkw-Diesel ähnlich, der ohne Erhitzen gepumpt werden kann.
Weltweit war die Schifffahrt im Jahr 2018 für den Ausstoß von etwa 1,056 Mrd. Tonnen Kohlendioxid jährlich verantwortlich, was 2,89 % der gesamten vom Menschen verursachten CO2-Emissionen entspricht. Zudem verursacht sie etwa 15 % der globalen Stickoxidemissionen und 13 % der Schwefeldioxidemissionen, Tendenz weiter steigend. Damit einher gehen Umwelt- und Gesundheitsschäden, insbesondere in schwer belasteten Hafenstädten oder Ballungsräumen in der Nähe von Hafengebieten, wo Schiffsemissionen zu den wichtigsten Schadstoffquellen zählen.
Die Weltgesundheitsorganisation (WHO) bewertete im Jahr 2012 die Gefährlichkeit von Dieselabgasen neu und stufte sie als weitaus gefährlicher ein als bis dahin angenommen. Ihre krebserregende Wirkung gilt seitdem als bewiesen. 